# 沢山精八郎
沢山 精八郎（澤山、さわやま せいはちろう、1855年12月11日（安政2年11月3日） - 1934年（昭和9年）3月21日）は、明治から昭和時代初期の政治家、実業家、銀行家。貴族院多額納税者議員。

## 経歴
肥前大村藩士・沢山熊右衛門の長男として生まれる。長崎広運館にて英学を修める。1899年（明治32年）家督を相続した。島原水電、沢山汽船、沢山兄弟商会、遠洋漁業、九州汽船各社長、長崎銀行頭取、長崎製鉄所取締役などを歴任した。ほか、長崎市名誉参事会員、同市会議員、長崎商業会議所副会頭などを務めた。
1925年（大正14年）長崎県多額納税者として貴族院議員に互選され、同年9月29日から1932年（昭和7年）9月28日まで在任した。在任中は研究会に所属した。

## 親族
- 妻の松（1867年生）は高知県士族・千谷敏徳の三女[5]
- 長男・喜多路（1882年生）- 慶應義塾大学部理財科卒。妻・秀子（1884年生）は小崎利準の四女[5]
- 三男・昇吉（1890年生）[5]
- 四男・市松（1893年生）[5]
- 五男・國治（1905年生）[5]
- 六男・信吉（1908年生）- 妻・豊子（1914年生）は津村重舎の娘[6][5]。